# Scelolophia purpurissata
Scelolophia purpurissata är en fjärilsart som beskrevs av Augustus Radcliffe Grote 1871. Scelolophia purpurissata ingår i släktet Scelolophia och familjen mätare. Inga underarter finns listade.